# الحسن بن عرفة
أبو علي الحسن بن عرفة بن يزيد العبدي المؤدّب، (150 هـ - 257 هـ) من أهل بغداد، من رواة الحديث عند أهل السنة والجماعة، كان مسند زمانه. توفي بسامراء.
كان معمّرا، عاش مائة وسبع سنين. وكان له عشرة أولاد سماهم بأسامي الصحابة العشرة.

## أقوال العلماء فيه
- قال الذهبي: «الإمام، المحدث، الثقة، مسند وقته، وكان من علماء الحديث.» [4]
- قال عبد الله بن أحمد بن حنبل: قال لي يحيى بن معين: «كتبت عن ذاك الشيخ المعلم في الشهارسوك (يعني المربعة)؟» قلت: «نعم، هو الحسن بن عرفة»، قال: «نعم، يروي عن مبارك ابن سعيد، وهو ثقة.»[5]
- قال مغلطاي بن قليج: «كان ثقة».[6]

## شيوخه وتلاميذه
- شيوخه ومن روى عنهم:

عمار بن محمد ابن اخت سفيان الثوري وعيسى بن يونس وهشيم بن بشير وعبد الله بن المبارك وأبي بكر بن عياش وابن ادريس وإسماعيل بن عياش وابن علية وعبد الرحمن بن محمد المحاربي وعبد السلام بن حرب وعمر بن عبد الرحمن الابار وخلف بن خليفة والمبارك بن سعيد الثوري وأبي معاوية بن هشام بن محمد بن السائب الكلبي ويزيد بن هارون وجماعة.
- تلاميذه ومن روى عنه:

الترمذي وابن ماجه وروى النسائي له بواسطة زكريا الساجي وأبو بكر بن أبي الدنيا وأبو يعلى وإسماعيل بن العباس الوارق وصالح جزرة وابن أبي حاتم ومحمد بن إسحاق الصاغاني وأبو بكر الباغندي وابن صاعد والبغوي والمحاملي والحسين بن يحيى القطان ومحمد بن مخلد وإسماعيل الصفار وعلي بن الفضل الستوري خاتمة اصحابه وغيرهم.